# ESFJ

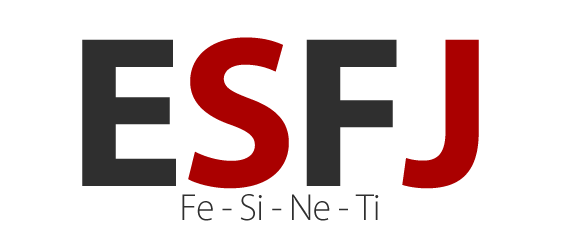
ESFJ.

ESFJ (Extroversión, Sensación, sentimiento —Feeling— Juzgador Juicio) son unas siglas en inglés empleadas en el Indicador Myers-Briggs (MBTI) para describir uno de los dieciséis tipos de personalidad. La metodología de evaluación MBTI fue desarrollada a partir de los trabajos del eminente psiquiatra Carl G. Jung en su obra Tipos psicológicos, en la que propuso una tipología psicológica basada en sus teorías de funciones cognitivas.
A partir del trabajo de Jung, otros investigadores continuaron con el desarrollo de tipologías psicológicas. Entre los tests de personalidad más difundidos se encuentran el test MBTI, desarrollado por Isabel Briggs Myers y Katharine Cook Briggs, y el Keirsey Temperament Sorter, desarrollado por David Keirsey. Keirsey se refiere a los ESFJ como los conservadores, uno de los cuatro tipos pertenecientes al temperamento que Keirsey denomina conservador.
Aproximadamente el doce por ciento de la población posee un tipo ESFJ.

## La preferencia MBTI
- E - Extravertido preferido sobre Introvertido
- S - Sensorial  preferido sobre Intuitivo
- F - Emocional  preferido sobre Racional
- J - Calificador  preferido sobre Perceptivo

## Características del tipo ESFJ
Son a menudo descritos como los cónsules. Son populares, sociables, bondadosos, enérgicos, serviciales, comunicativos y colaborativos. Consideran las tradiciones y las costumbres como verdades absolutas. Para los ESFJ, la apariencia física, el estatus social, la jerarquía son sus prioridades. Disfrutan de ser los modelos a seguir y tener puestos de poder porque sienten que necesitan cuidar a su grupo. Tienen un fuerte deseo por usar sus talentos, capacidades y habilidades personales para servir a quienes les importa.

## Funciones cognitivas
1. Dominante Emoción Extrovertida (Fe)
2. Auxiliar Sensación Introvertida (Si)
3. Terciaria Intuición Extrovertida (Ne)
4. Inferior Racionalización Introvertida (Ti)
5. Opuesta Emoción Introvertida (Fi)
6. Crítica Sensación Extrovertida (Se)
7. Embaucadora Intuición Introvertida (Ni)
8. Demonio Racionalización Extrovertida (Te)